# Supipara - Alice the magical conductor.
《Supipara - Alice the magical conductor.》（日语：『すぴぱら - Alice the magical conductor.』）是日本minori公司发行的全年龄游戏。其前篇《NICE TO MEET YOU!》于2011年12月29日发行，第一部《Spring Has Come !》于2012年5月18日发行。minori的社长酒井伸和称此游戏的第一章制作成本达一亿日元，耗资大头在CG的绘制。

## 故事简介
真田幸成在4月回到7年未归的故乡神奈川县镰仓市，与远房姐姐鸣海樱和刚从昏迷中醒来的妈妈重逢了。一天夜晚，真田在前往温泉的路上意外遇到了魔女神代爱丽丝，她自称愿意购买记忆来给人带来幸福。真田进入了姐姐所在的校园，却遇到了毒舌的混血美少女天野萤等充满个性的同学。

## 主要角色
真田幸成
男主角，近江学院的二年级学生。喜欢做饭、打扫和学习。
神代爱丽丝（聲：船橋まい）
近江学院的二年级学生，幸成的同学，实际上是偷偷溜进学校的冒牌学生，真实身份是魔女。喜欢网购。
鸣海樱（聲：高田初美）
近江学院的三年级学生，幸成的二表姐，是当地一家女仆咖啡馆的海报女郎，也是一个新人偶像。性格十分积极且充满好奇心。
天野·安潔莉娜·萤（聲：中島裕美子）
近江学院的二年级学生，法日混血。是幸成的同学，也是爱丽丝的好朋友。性格刻薄，几乎没什么朋友，但被周围的人追捧。
夕月红叶（聲：石原舞）
近江学院的一年级学生，她还担任当地一家神社的巫女。在分别扮演学生和巫女的角色时有着截然不同的性格。
真田六花

## 制作人员
- 策划：酒井伸和
- 監製：御影
- 腳本：竹田、鏡遊、御影
- 美工: 結城辰也、2C＝がろあ
- 音樂：天門
- 人物設定：七尾奈留、結城辰也、庄名泉石、[2][6]

## 主题歌
Magical Happy Show !
| 曲序 | 曲目                           |
| ---- | ------------------------------ |
| 1.   | Magical Happy Show !           |
| 2.   | The Magical Conductor.         |
| 3.   | Magical Happy Show ! (inst.)   |
| 4.   | The Magical Conductor. (inst.) |

## 续作
制作公司minori放出了一个英文众筹页面，表示只要通过steam销售自家作品的收入达到预期，就会推出《Supipara - Alice the magical conductor.》的第三、四、五章（实际上游戏只有四章，英文版的第一、二章对应日文版的第一章），并且首发即支持英文。但是minori已于2019年2月28日宣告停止游戏制作并解散，众筹页面的日期则停留在2019年2月4日。